# Kotah
|  | Per a altres significats, vegeu «Kota». |

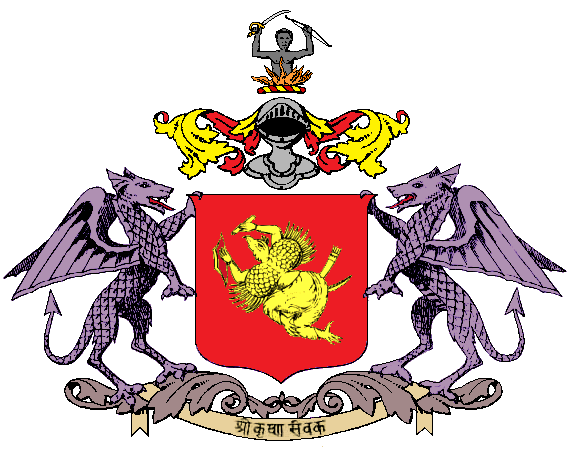
Escut

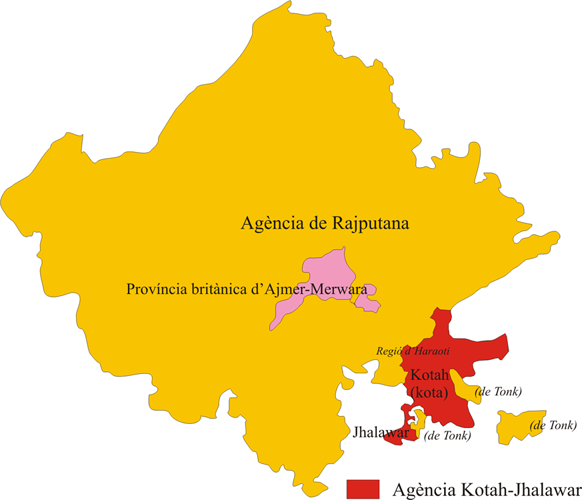
Agència de Kotah-Jhalawar

Kotah (modernament Kota) fou un principat de l'Índia, a l'agència de Kotah-Jhalawar a la part sud-est de la Rajputana. Limitava al nord i nord-oest amb Jaipur i el districte d'Aligarh (de Tonk); a l'oest amb Bundi i Mewar; al sud-oest, amb el districte Rampura-Bhanpura de l'estat d'Indore, l'estat de Jhalawar i el districte d'Agar (de Gwalior); a l'est amb Kilchipur i Rajgarh; i a l'est amb Gwalior i el districte Chabra (de Tonk). La salutació de l'estat era de 17 canonades.

## Geografia i clima
Mesurava 185 km de nord a sud i 177 km d'amplada màxima (oest a est). Estava regat pel Chambal i els seus afluents. La serralada de Mukandwara d'entre 400 i 500 metres creuava la part sud de l'estat del nord-oest al sud-est; va rebre el seu nom del pas de Mukandwara on la rereguarda del coronel Monson va ser derrotada per Holkar el 1804. Les altures màximes eren a Indagarh, al nord, i al districte de Shahabad a l'est; aquí es troba el pic més alt amb 558 metres.
A part del Chambal, altres rius importants eren el Parbati i el Kali Sind; els dos darrers acaben desaiguant al Chambal. Altres rius que mereixen ser esmentats són el Parwa i l'Ujar (afluents del Kali Sind), el Sukri, Banganga i Kul (afluents del Parbati) i el Kurni (al districte de Shahabad)
El clima és agradable del novembre al febrer però el març comença la calor fins al juny; del juliol a l'octubre és la temporada de pluges, i es desenvolupava la malària. La temperatura mitjana a la capital és de 28 graus i les màximes i mínimes registrades abans de 1905 eren de 46 i 9,5 graus el maig i el desembre respectivament. La pluja és variable segons els districtes i plou més cap al sud i menys cap al nord.
La superfície era de 14.828 km², quasi un terç ocupat per boscos i terrenys no cultivables.

## Població
L'estat estava formar per 2.613 ciutats i pobles. La principal ciutat era Kotah l'única que era municipalitat el 1901.
La població al cens del 1881 era 517.275 habitants, el 1891 de 526.267 habitants, el 1901 de 544.879 habitants i el 1931 de 685.804 habitants.
L'ètnia principal eren els chamars (10%); els seguien els mines, els dhakars, els bramans, els malis, els gujars, els mahajans i els rajputs.

## Llengua i religió
La llengua principal era el rajasthaní (amb els dialectes haraoti, malwí o dhundari o jaipurí).
Hindús eren el 89% i musulmans el 7%. Un 2% era animista i la resta practicava altres religions entre els quals alguns cristians (335, tots menys dos presbiterians el 1901).

## Jaciments arqueològics
La resta arqueològica més antiga és el chaori de Mukandwara, suposadament del segle v. El llogaret de Kanswa, antigament Kanvashram (heretat de la saga dels Kanva), a uns 6 km al sud-oest de Kotah (ciutat) té una inscripció dels maurya datada el 740 i que esmenta dos caps del clan Kanva, Dhaval i Sivgan, el darrer dels quals va construir un temple a Mahadeo. Interessant també són el fortí de Gagraun, les ruïnes de la vella ciutat de Mau, el llogaret de Char Chaumu (uns 30 km al nord) amb un temple a Mahadeo, i Ramgarh, 10 km a l'est de Mangrol, amb diversos temples jains i de Xiva.

## Govern i administració
L'estat estava dividit fins al 1901 en 15 nizamats i 11 tahsils, a més dels estats jagirs (36 jagirs dels que 7, després 8, eren estats kotris o nizamats, és a dir feus), i tenia quatre ciutats (Kotah, avui Kota, Baran, Mangrol i Sangod).
Els quinze nizamats eren:
- Anta
- Baran
- Barod
- Digod
- Etawah
- Ghatoli
- Kanwas
- Khanpur
- Kishanganj
- Kunjer
- Ladpura
- Mangrol
- Sangod
- Shergarh
- Taraj

Els kotris eren:
- Indargarh
- Khatoli
- Gainta
- Balwan
- Karwar
- Pipalda
- Phasod
- Antarda

Després del 1901 les divisions administratives foren modificades i va passar a 19 nizamats i 4 tahsils.
L'administració correspon al sobirà que porta el títol de maharao, assitit per un diwan. Al front de cada nizamat  hi havia una nazim i al front de cada tahsil un tahsildar, assistits respectivament per naibs-nazims i naibs-tashildars. Els jagirs de Kotah van dependre antigament de Bundi i després de Jaipur fins que el 1823 van ser transferits a l'estat.

## Segells i moneda
El 1899 va adoptar el sistema postal imperial britànic i el 1901 hi havia 32 oficines de correus de les que dues (a la ciutat de Kotah i a Baran) disposaven de telègraf. Fins al 1899 va disposar de servei postal autònom. Emissions de segells pròpies apareixen entre 1910 i 1949. Els kotris de Indargarh, Khatoli i Gainta van emetre adhesius fiscals i paper gravat, i Balwand, Pipalda i Phasod van emetre només paper gravat.
Kotah va tenir moneda pròpia fabricada a la capital i a Gagraun probablement des del temps de Shah Alam II. Al final del segle XIX als districtes que havien estat de Jhalawar també corria la moneda d'aquest estat. El 1899 la moneda local fou abolida per fer front a les compres de gra degut a la fam i es va introduir la moneda britànica, introducció que es va fer efectiva entre el dia 1 de març i el 31 d'agost de 1901.

## Escut i bandera
L'escut de l'estat era de gules amb un garuda daurat; al damunt un elm fosc amb llambrequins sinople, i sobre un home amb quatre braços desplegats damunt d'un foc vermell portant a les mans superiors una muntanya (a la dreta) i una massa (esquerra), i a les inferiors un katar i un estel de 8 puntes, tot daurat. L'escut està aguantat per dos dracs de sinople clar amb la part inferior del cos de plata i els extrems i les ales sinople fosc. A la part inferior una cinta de plata amb inscripció de lletres sànscrites en negre, aguanta per elements daurats.

Bandera, imatge de Commons; una reproducció amb petites variacions del garuda es troba a [http://www.rbvex.it/asiapag/ragiaputi1.html la pagina de Roberto Breschi on es pot veure també la primera bandera

L'estat disposava de tres banderes: 
La primera rectangular en proporció propera a 1:2, triforcada, de color vermell amb un garuda en vol al centre (sense comptar les forques); el garuda era principalment blanc però amb elements d'altres colors: els ulls negres, braços grocs, i ombra safrà. El barret i el bec eren blancs amb ombra rosada; al bec un collar de perles daurades; braçalets blancs al braç superiors i als inferiors (que fan de cames); la mà superior portava una massa daurada; les ales eren grogues i la plomes del final verdes; els dos braços inferiors eren grocs amb ombra verda; la resta excepte petits detalls era blanc amb decoració rosa i ombra gris.
La segona era idèntica però quadrada, també trifurcada i amb el garuda en vol al centre de la bandera sense comptar la part de les forques.
La tercera era similar a l'anterior però era més alta a la part del pal que a la part on començaven i acabaven les forques; el color era safrà en lloc de vermell i el garuda presentava algunes diferències de color.
L'estendard personal era blanc, idèntica a la bandera segona però amb una versió simplificada del garuda, amb els colors daurat, verd i groc.
L'estendard dinàstic era rectangular (proporció 8:13) de color safrà amb un falcó blanc complert al centre mirant cap al pal.

## Exèrcit i policia
L'exèrcit local era de 15.000 homes però es va anar reduint i el 1905 era de 7.913 homes dels quals 910 eren de cavalleria (609 irregulars), 353 artillers, i 6650 infants (5456 irregulars). L'estat disposava de 193 canons dels quals 62 no funcionaven. L'estat contribuïa al finançament del 42 regiment Deoli.
La policia estava dividida en dos cossos: un per la capital amb 177 homes dirigits per un kotwal; i un altre pels districtes (sota un superintendent general) amb 5260 homes, dels que 3490 eren sepoys i sowars de l'exèrcit i 1668 eren chaukidars o policies locals (que per aquest servei rebien terres sense pagar renda). El nombre d'estacions de policia era de 39. A la capital hi havia una presó i als caps dels districtes calabossos.

## Justícia
El codi local estava basat des de 1874 en el de l'Índia Britànica amb algunes esmenes fetes pel darbar (govern). Les corts inferiors eren les dels tahsildars (tercera classe) i dels nazims (segona classe). Apel·lacions contra les seves sentències i casos més importants o casos criminals eren competència dels faujdars. Sobre aquestos hi havia la Cort de Judicis Civils, per casos importants i alguns casos criminals (fins a 7 anys de presó); la cort suprema era el mahakma khas que si era presidit pel maharao podia dictar sentències de mort.

## Possessió de la terra
La possessió de la terra era en arrendament de l'estat amb les modalitat de jagir, khalsa i muafi. Entre jagirs i muafis ocupaves una quarta part de les terres de l'estat; els jagirdars disposaven de la terra a manera semi feudal, podien cedir una part per fills segons i altres familiars i podien recaptar diners pels enterraments; no podien ser exclosos de la terra; la successió era regular i l'havia de consentir el maharao igual que l'adopció; pagaven un tribut anual i alguns havien de proveir a l'estat amb cavallers o soldats; les muafi eren concedides a individuals en pagament de serveis o a institucions de caritat i generalment no pagaven renda. A les terres khalsa es pagaven fins al començament del segle XIX dos cinquenes parts de la producció i la resta era pel cultivador, però Zalim Singh I va establir un pagament fix, i com que ho va cobrar amb exactitud la major part de les terres van tornar a l'estat, que les va deixar en mans dels posseïdors reals com a cultivadors, augmentant així la producció.

## Economia i comunicacions
La majoria de la població vivia de l'agricultura i la ramaderia (47% directament i 20% com a activitat principal encara que no única); els cultius principals eren el blat (27% del terreny de cultiu), el gram (15%), i la resta altres incloent opi, moresc, cotó, civada, tabac i arròs. La part irrigada era entre el 7 i el 8% (87% de fonts, 11% de canals i 6% de dipòsits i altres orígens). L'estat disposava de 24000 fonts de les que la meitat eren d'obra. El canal principal era el del riu Parbati; hi havia 350 cisternes de les quals 30 s'utilitzaven per irrigació, destacant la de Aklera Sagar; la principal obra d'irrigació era el Umed Sagar al districte de Kishanganj, a l'est, que podia contenir més de 12 milions de metres cúbics d'aigua. La fusta de l'estat era poca, ja que els arbres de qualitat eren escassos.
El bestiar era de tipus inferior i els millors s'importaven de Malwa.
Hi havia ferro prop de Indargarg, al nord, i a Shahabad a l'est. De pedra útil per construcció n'hi havia a diversos llocs de l'estat.
La principal industria era la del cotó. També es fabricaven objectes de plata per taula, paper, decoracions d'elefants i cavalls, treballs de vorí i de corn de búfal, perles a Etawah, nines i altres articles a Gianta i Indargarh, i poteria a aquest darrer lloc. Hi havia una petita factoria de cotó a Palaita a 40 km a l'est de la ciutat de Kotah.
Les principals exportacions eren cereals, opi, olis, cotó i pells. Les importacions eren sal, objectes fabricats a Anglaterra, El comerç principal es feia amb Bombai, Calcuta i Cawnpore, i amb altres estats de la Rajputana i de l'Índia Central. L'opi local era considerat d'òptima qualitat, fins i tot superior al de Malwa. Els principals centres comercials eren la ciutat de Kotah i Baran.
L'estat es va lliurar de les principals fams. El 1804 Zalim Singh I va poder abastir a altres estats on la fam feia estralls. El 1868 i 1877 les escassetats foren menors, concretades en una pujada de preus. La fam principal van passar el 1899-1900 agreujada per l'emigració des dels estats de Rajputana situats a l'oest, els ramats dels quals van exhaurir l'herba a Kotah.
Un ramal del gran ferrocarril de la Penínsul'Índia entre Bina i Baran fou obert al tràfic el maig de 1899; dins l'estat era propietat del darbar (govern) i tenia quatre estacions. Després del 1899 es van fer ampliacions cap a la línea Rajputana-Malwa i de Muttra (a Gwalior) fins a la ciutat de Kotah a través del pas de Mukandwara.
Les obres públiques estaven després del 1877 en mans d'enginyers europeus; les principals obres eren carreteres, passos del Kali Sind i altres rius, un pont al Chambal, vies fèrries, obres d'irrigació, un palau pel maharao, un hospital per dones i altres hospitals i dispensaris, una presó central, oficines públiques, etc.

## Educació i sanitat
El 98,5% de la població era analfabeta el 1901 (97,1% homes i 99,9% dones). La primera escola es va obrir el 1867. El 1891 hi havia 19 escoles de l'estat i el 1901 ja n'hi havia 36. El 1905 el darbar mantenia 41 institucions educatives (39 escoles primàries de les que cinc eren per noies).
L'estat disposava de 21 hospitals (incloent el de la presó) i diversos dispensaris.

## Història
La dinastia governant pertanyé a la família hara del clan chauhan dels rajputs; els chahuans eren originaris del nord de l'Índia i van arribar a Sambhar al segle viii, on van governar (i també a Ajmer) i més tard van dominar Delhi. El darrer rei de Delhi, Prithwi Raj Chahuan va morir el 1192 en batalla contra Muhammad de Ghor.
A Sambhar al final del segle X, un príncep de nom Lakhman Raj, fill de Wakpati Raj (conegut també com a Manik Rai I) es va voler crear un regne i es va dirigir al sud-oest cap a Nadol on els seus descendents van governar dos-cents anys fins que Manik Rai II va emigrar i es va establir al sud-est de Mewar, a la regió de Bumbaoda, Menal, etc.; el seu sisè descendent fou Rao Hado o Har Raj del que la família va prendre el nom d'hara. Un successor seu, Rao Dewa (o Deoraj), el 1342 va ocupar Bundi als mines (minas) pels que es va fer reconèixer com a senyor, i és considerat el fundador de l'estat de Bundi, que d'alguna manera fou vassall d'Udaipur. El seu net Jet Singh va conquerir per Bundi els territoris a l'est del Chambal i va conquerir la ciutat de Kotah a una comunitat de bhils anomenada Koteah, i en endavant ell i els seus descendents van governar el territori com a dependència de Bundi.
El segle XV fou de lluita constant entre Bundi i Mewar, però l'enemic més important fou la dinastia Muhammàdia de Malwa. Un exèrcit enviat pel sultà de Mandu va assetjar i ocupar Bundi el 1457. Rao Bairu Sal, el governant, i altres nobles van caure en la defensa. El fill de Rao, Sham Singh, fou fet presoner i criat com a musulmà. En els anys següents els hara van començar a saquejar territoris de Mandu, i en resposta un altre exèrcit fou enviat contra ells dirigit pel mateix Sham Singh, ara anomenat Samarkand, el qual va ocupar Bundi i va governar la ciutat uns anys fins que fou mort per Rao Narayan Das.
El 1530 el territori de Kotah fou recuperat per Suraj Mal de Bundi.
El 1554 va pujar al poder Rao Surjan, al que el seu sobirà, el rana d'Udaipur, va concedir la fortalesa de Rathambhor, a la que aspirava l'emperador Akbar; aquest la va atacar, la va assetjar i la va conquerir en un mes segons els musulmans, o la va obtenir mitjançant un estratagema segons les fonts hindús. Sembla que l'emperador va concedir al cap rajput, en compensació de Rathambhor, el govern de 52 districtes incloent Benares (1569) i en endavant Bundi va esdevenir un feu directe de l'Imperi; els seus governats van rebre el títol de Rao Raja. Alguns dels successors de Surjan van servir com a generals dels emperadors, i es van distingir en les seves accions, rebent títols i terres, o perdent-les quan en les lluites successòries no es posaven al costat del guanyador.
Al començament del segle XVII es va produir la partició d'Haraoti i es va formar l'estat de Kotah, que havia estat donada com a jagir per Ratan Singh de Bundi al seu fill segon Madho Singh; els dos homes van donar suport a l'emperador quan el fill d'aquest, Khurram, es va revoltar, i en premi als seus serveis, Ratan va obtenir Burhanpur, i Madho va ser reconegut com a raja hereditari de Kotah directament dependent de l'emperador amb el domini de 360 pobles, i amb dret hereditari. Aquesta concessió fou suposadament confirmada per Shah Djahan. La data exacta no es coneix, però fou a l'entorn del 1625.
Madho fou succeït pel seu fill Mukand Singh, que, amb quatre germans, va lluitar amb valentia a la batalla de Fatehabad (prop d'Ujjain) el 1658 contra Aurangzeb, batalla en la qual van morir tots els germans menys el més jove, Kishor Singh, que encara que va quedar malferit, va poder escapar i sobreviure. La successió va passar a Jagat Singh (1658-1670) que va servir al Dècan, i va morir sense successió, la qual va passar a Prem o Pem Singh, que al cap de sis mesos fou enderrocat per la seva incompetència; van seguir tres sobirans (raja) tots els quals van morir en combat i el 1670, Kishor Singh fou portat al tron (1670-1686); el nou raja ara es va destacar com un dels principals comandants d'Aurangzeb a la part sud de l'Índia, destacant a la batalla de Bijapur (Karnataka), i morint al setge d'Arcot.
El seu fill Ram Singh I va abraçar el partit d'Azam Shah (fill d'Aurangzeb) contra el seu germà Shah Alam Bahadur Shah, i va morir a la decisiva batalla de Jajau el 1707.
Bhim Singh, el successor, va morir el 1720 en lluita al costat de l'emperador contra Asaf Jah I al Dècan. Fou el primer que va portar el títol de maharao; va afavorir la causa dels germans Saiyidis i va aconseguir el comandament de 5000 homes (amb la dignitat de panj hazari); els seus dominis es van estendre amb la fortalesa de Gagraun, Baran, Mangrol, Manohar Thana i Shergarh.
El va succeir el seu fill Arjun Singh, mort sense successió el 1724, i després el germà d'aquest Durjan Sal, que va governar 22 anys i va resistir un setge del sobirà de Jaipur el 1744, ampliant encara els seus dominis. Van seguir Ajit Singh (1756-1759) i Chhatarsal I (1759-1766); en el govern del darrer l'estat fou envaït altre cop per Jaipur (1761) que volia imposar tribut als hara, però les forces atacants, tot i ser superiors en nombre, foren derrotades completament a Bhatwara, prop de Mangrol, sent el principal factor de la victòria el faujdar (comandant hereditari de l'exèrcit) Zalim Singh I. A Chhatarsal el va succeir el 1766 el seu germà Guman Singh, amb el qual Zalim va caure en desgràcia, a causa segons es creu de rivalitats amoroses, i fou destituït; Zalim va emigrar a Udaipur on va fer bons serveis al sobirà i va rebre el títol de raj rana; va tornar a Kotah on no sols fou perdonat sinó reinstal·lat en el seu antic càrrec i quan el sobirà de Kotah, Guman, estava a punt de morir, va cridar a Zalim i li va encarregar la custòdia del seu fill Umed Singh (1771-1819) i la regència del regne (1771). Així Zalim va esdevenir l'autèntic governant de Kotah, al que va portar a gran prosperitat; va governar més de 50 anys.
Zalim es va destacar per la seva justícia i noblesa. Va fer hàbils negociacions en el període 1805 a 1817, quan l'anarquia dominava la Rajputana, va introduir una forma regular de govern, un exèrcit format sobre el model europeu i un nou sistema de rendes de la terra, i en general el país va esdevenir pròsper. El 1817 va posar a Kotah sota protectorat britànic i el tribut pagat als marathes va passar als nous protectors; Zalim s'obligà a aportar tropes quan li fos sol·licitat. Un acord complementari el 1818 va donar l'administració de Kotah a Zalim i als seus hereus en successió regular i perpetua, encara que els maharaos de la línea reial continuarien en el càrrec sense poder; la mort d'Umed Singh el 1819 semblava que havia de consolidar la situació però el successor Kishor Singh II (1819-1828) va tractar de recuperar la seva autoritat i tropes britàniques van haver d'anar en ajut del regent i el 1821 Kishor fou derrotat i va haver de fugir a Udaipur on finalment va reconèixer el dret a l'administració dels zalímides i va poder retornar a palau a Kotah. Zalim va morir el 1824 als 84 anys.
El successor fou el seu fill Madho Singh, notablement incompetent, i el va seguir el seu fill Madan Singh. Al mateix temps va morir Kishor Singh II i el va succeir el seu nebot Ram Singh II; el 1834 les disputes entre Ram i Madan va esclatar amb virulència i Madan fou expulsat, el que va amenaçar una revolta popular i va aconsellar la partició de l'estat, i d'acord totes les parts implicades es va crear el nou principat de Jhalawar pels zalímides (1838), formar per 17 districtes de Kotah; l'estat de Kotah mantindria una força auxiliar (anomenada contingent de Kotah).
Aquesta força es va amotinar el 1857 i va matar l'agent polític major Burton i als seus dos fill, i al cirurgià de l'agència; el palau del maharao fou també atacat, però tot i així aquest fou acusat de no haver ajudat a l'agent polític i la seva salutació fou reduïda de 17 a 13 canonades; no obstant el 1862 va rebre el sanad o decret que li garantia el dret d'adopció. Ram Singh va morir el 1866 quan l'estat estava en decadència per anys de mala administració sobretot deguda a alguns ministres inadequats, i el deute del principat era important (27 lakhs); fou succeït pel seu fill Chhatarsal II (1866-1889) que va recuperar la salutació de 17 canonades.
Encara que va tractar de redreçar la situació el deute va seguir augmentant (a 90 lakhs); el maharao va demanar la intervenció administrativa britànica però va sol·licitar incloure algun ministre nadiu. El 1874 el nawab Sir Faiz Ali Khan de Pahasu fou nomenat per administrar l'estat, subjecte a la supervisió de l'agent a Rajputana del governador general; va exercir el càrrec fins al 1876 en què es va retirar i l'administració fou transferida a l'agent polític assistit per un consell; aquesta solució va continuar fins a la mort de Chhatarsal el 1889 i en aquest període es van introduir nombroses reformes i es va pagar el deute (es va completar el pagament el 1885).
Va pujar al tron el fill adoptiu de Chhatarsal, Umed Singh II, segon fill del maharajà Chaggan Singh de Kotra, a uns 60 km a l'est de Kotah. Va rebre els poders parcialment el 1892 i totalment el 1896. Amb la deposició de Zalim Singh II de Jhalawar el 1892, i com que no tenia fills, el govern britànic va restituir a l'estat a Kotah una part dels territoris que havien format l'estat de Jhalawar el 1838 i la resta (districtes de Shahabad i Chaumahla) es va reservar pels zalímides i per aquells sardars que es considerava inconvenient transferir a Kotah. En el seu govern es va construir el ferrocarril del sud-est amb ramal fins a Baran, es va fer front a la fam de 1899-1900 i es va introduir la moneda britànica com única legal. Va governar fins a la seva mort el 27 de desembre de 1940 i el va succeir el seu fill Bhim Singh II (mort el 1991).
Bhim Singh va portar a l'estat a la Unió del Rajasthan junt amb Banswara, Bundi, Dungarpur, Jhalawar, Kishangarh, Pratapgarh, Shahpura, i Tonk, unió establerta formalment el 25 de març de 1948 (de la qual Kotah fou la capital) i a la que es va afegir el principat d'Udaipur tres dies després, i formalment el 18 d'abril de 1948. El 30 de març de 1949 s'hi van unir els grans estats (Jaipur, Jodhpur, Jaisalmer i Bikaner) i es va formar el Gran Rajasthan, i finalment s'hi va incorporar la Unió de Matsya el 15 de maig de 1949 i es va former l'estat de Rajasthan. Fou rajpramukh de la Unió del Rajasthan (amb Shri Gokul Lal Asawa com a primer ministre) i up-rajpramukh (1948-1949) després de la incorporació d'Udaipur (amb Shri Manikya Lal Verma com a primer ministre) i altre cop quan es va formar el Gran Rajasthan (el 1949 amb Shri Hira Lala Shastri com a primer ministre), i després up-rajpramukh de l'estat del Rajasthan del 1949 al 1956, quan l'estat d'Ajmer-Merwara (antiga província britànica del mateix nom) fou incorporada a l'estat del Rajasthan (novembre del 1956).

## Llista de maharaos
- Madho Singh 1631-1656
- Mokund Singh 1656-1658
- Jagat Singh 1658-1669
- Kishor Singh I 1669-1685
- Ram Singh I 1685-1707
- Bhim Singh I 1707-1720
- Arjun Singh 1720-1724
- Durjan Sal 1724-1756
- Ajit Singh 1756-1759
- Chhatarsal I 1759-1766
- Guman Sing 1766-1771
- Umaid Singh I 1771-1819
- Kishor Singh II 1819-1828
- Ram Singh II 1828-1866
- Chhatarsal II 1866-1889
- Umaid Singh II 1889-1940
- Bhim Singh II 1940-1949